# Sommation par parties
Ne doit pas être confondu avec la méthode de sommation d'Abel pour les séries divergentes ainsi qu'avec la formule sommatoire d'Abel.
En mathématiques, la formule de sommation par parties (parfois appelée transformation d'Abel ou sommation d'Abel) permet de transformer une somme d'un produit de suites finies en d'autres sommes, simplifiant souvent le calcul et permettant l'estimation de certains types de sommes. C'est un analogue discret de l'intégration par parties.
Elle est à la base du critère d'Abel permettant d'obtenir la semi-convergence de certaines séries.

## Énoncé et démonstration
Si {\displaystyle (a_{n})_{n\in \mathbb {N} }} et {\displaystyle (b_{n})_{n\in \mathbb {N} }} sont des suites numériques, la formule de sommation par parties s'écrit :
En effet, d'une part par télescopage,
{\displaystyle \sum _{k=0}^{n-1}\left(a_{k+1}b_{k+1}-a_{k}b_{k}\right)=(a_{n}b_{n}-a_{0}b_{0})}
et d'autre part :
{\displaystyle \sum _{k=0}^{n-1}\left(a_{k+1}b_{k+1}-a_{k}b_{k}\right)=\sum _{k=0}^{n-1}\left(a_{k+1}(b_{k+1}-b_{k})+(a_{k+1}-a_{k})b_{k}\right)}

## Exemple d’application directe
Le calcul {\displaystyle (x-1)\sum _{k=0}^{n-1}kx^{k}=\sum _{k=0}^{n-1}k(x^{k+1}-x^{k}){\overset {formule}{=}}nx^{n}-\sum _{k=0}^{n-1}x^{k+1}=nx^{n}-{\frac {x^{n+1}-x}{x-1}}}, permet d'écrire :

## Similitude avec l'intégration par parties
La formule d'intégration par parties s'écrit :
Si on laisse de côté les conditions aux limites, on s'aperçoit que l'intégration par parties consiste à intégrer une des deux fonctions présentes dans l'intégrale initiale ({\displaystyle f'} devient {\displaystyle f}) et à dériver l'autre ({\displaystyle g} devient {\displaystyle g'}).
La sommation par parties consiste en une opération analogue dans un contexte discret, puisque l'une des deux séries est sommée ({\displaystyle a_{n+1}-a_{n}} devient {\displaystyle a_{n}}) et l'autre est différenciée ( {\displaystyle b_{n}}devient {\displaystyle b_{n+1}-b_{n}} ).
On peut considérer la formule sommatoire d'Abel comme une généralisation de ces deux formules.

## Reformulation conduisant au critère d'Abel

### Reformulation
Soient deux suites {\displaystyle (a_{n})_{n\in \mathbb {N} }} et {\displaystyle (b_{n})_{n\in \mathbb {N} }}. Notons, pour tout entier naturel {\displaystyle N}
{\displaystyle S_{N}=\sum _{n=0}^{N}a_{n}b_{n}~{\text{ et }}~B_{N}=\sum _{n=0}^{N}b_{n}}
les sommes partielles des séries de termes généraux {\displaystyle a_{n}b_{n}} et {\displaystyle b_{n}}.
Alors,  :
{\displaystyle S_{N}=a_{N}B_{N}-\sum _{n=0}^{N-1}B_{n}(a_{n+1}-a_{n})}.

### Inégalité d'Abel
On en déduit l'inégalité d'Abel: si la suite {\displaystyle (a_{n})_{n\in \mathbb {N} }} est décroissante positive, alors
{\displaystyle a_{0}m\leqslant S_{N}\leqslant a_{0}M},
où {\displaystyle m} est un minorant des {\displaystyle B_{N}}, et {\displaystyle M} un majorant.
En effet, {\displaystyle S_{N}=a_{N}B_{N}+\sum _{n=0}^{N-1}B_{n}(a_{n}-a_{n+1})}, donc {\displaystyle S_{N}\geqslant a_{N}m+m\sum _{n=0}^{N-1}{(a_{n}-a_{n+1})}=a_{0}m} et de même pour l'autre inégalité.

### Critère d'Abel
Le théorème suivant est une conséquence directe de la formule précédente.
Théorème — Si la suite {\displaystyle (a_{n})} tend vers 0 et la suite {\displaystyle (B_{n})} est bornée, et si la série {\displaystyle \Sigma (a_{n+1}-a_{n})} est absolument convergente, alors la série {\displaystyle \Sigma a_{n}b_{n}} est convergente.
La démonstration montre de plus l'inégalité :
{\displaystyle \left|\sum _{n={n_{0}}}^{\infty }a_{n}b_{n}\right|\leqslant M_{n_{0}}\sum _{n\geqslant n_{0}}|a_{n+1}-a_{n}|},
pour tout majorant {\displaystyle M_{n_{0}}} des {\displaystyle \left\vert \sum _{n=n_{0}}^{N}b_{n}\right\vert }.

### Test de Dirichlet
Un cas particulier est le test de Dirichlet, parfois appelé lui aussi « théorème d'Abel » :

Si la suite {\displaystyle (a_{n})} est monotone et de limite nulle et si la suite {\displaystyle (B_{n})} est bornée, alors la série {\displaystyle \sum a_{n}b_{n}} est convergente.
Le critère de convergence des séries alternées en est lui-même un sous-cas : si {\displaystyle (a_{n})} est décroissante et de limite nulle, alors la série {\displaystyle \sum (-1)^{n}a_{n}} est convergente.

## Exemples d'applications
1. La suite {\displaystyle \left({\frac {1}{n}}\right)} est monotone et de limite nulle et la série {\displaystyle \sum \sin n} a ses sommes partielles bornées car {\displaystyle \sum _{k=1}^{n}\sin k={\frac {\sin {\frac {n}{2}}\sin {\frac {n+1}{2}}}{\sin {\frac {1}{2}}}}}[4] donc d'après le test de Dirichlet, la série {\displaystyle \sum {\frac {\sin n}{n}}} converge.
2. De même[5], pour tout nombre complexe {\displaystyle z\neq -1} de module 1, la série du logarithme complexe {\displaystyle \ln \left(1+z\right)=-\sum _{n=1}^{\infty }{\frac {(-z)^{n}}{n}}} converge.
3. La sommation par parties sert dans la preuve du théorème d'Abel sur les séries entières.